# 高碑店市
39°20′N 115°52′E / 39.333°N 115.867°E
高碑店市是中华人民共和国河北省的一个县级市，由保定市代管，原名新城县。位于保定市北部，北距北京82公里，东距天津134公里，南距保定68公里。与河北省涿州市、定兴县、涞水县相邻，具有较为悠久历史。市政府驻城区东大街18号。

## 历史
西汉置新昌侯国，东汉废；唐朝大历四年（769年）析固安县地，复置新昌县。太和六年（832年），于古督亢地区置新城县，两县均属河北道涿州，后均废置；后唐天成四年（929年），复析范阳县置新城县；辽金因之，属涿州；明清属保定府；民国二年直属直隸省。
1970年，县人民政府迁至高碑店。1993年4月9日撤销新城县，建立高碑店市，属河北省，由保定市代管；2013年财政由河北省人民政府直管。

## 人口
2020初全市常住人口546560人，比上年增加4308人。其中，城镇常住人口318476人，比上年增加32296人。城镇化率58.27%,比上年提高5.49个百分点。年末全市户籍人口569985人。其中，城镇人口249309人，户籍人口城镇化率43.74%。出生人口6070人，出生率为10.68‰；死亡人口2096人，死亡率3.69‰；人口自然增长率6.99‰。

## 行政区划
高碑店市下辖5个街道办事处、10个镇：
和平街道、军城街道、东盛街道、北城街道、兴华路街道、方官镇、新城镇、泗庄镇、辛立庄镇、东马营镇、辛桥镇、肖官营镇、张六庄镇和梁家营镇。
其中，白沟镇实际由白沟新城管理。

## 交通
- 铁路：京广铁路高碑店站、高易铁路、京广高速铁路高碑店东站。
- 公路： 京港澳高速、 107国道、 112国道、 230国道。

## 经济
2008年，全市生产总值完成94亿元。城镇居民人均可支配收入达到12867元，农民人均纯收入达到5026元。出口创汇完成800万美元。
2019年，高碑店市地区生产总值1977581万元，比上年增长6.5%。其中，第一产业增加值148311万元，第二产业增加值789695万元，第三产业增加值1039575万元。人均地区生产总值36326元，三次产业增加值比为：7.5︰39.9︰52.6。

## 特产
最享誉盛名的要属几百年历史的高碑店豆腐丝，其口味细腻独特，别具特色。

## 图集

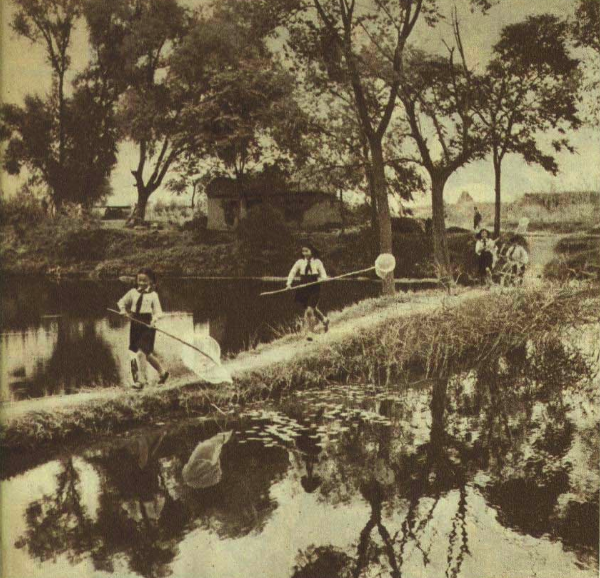
1952年高碑店
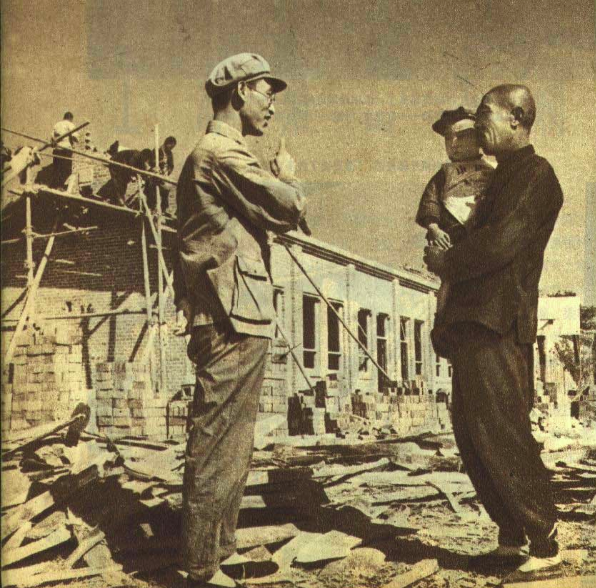
1952年高碑店

## 风景名胜
- 全国重点文物保护单位：开善寺
- 河北省文物保护单位：天佑寺观音像